# GO FOR IT, BABY -キオクの山脈-
「GO FOR IT, BABY -キオクの山脈-」（ゴー・フォー・イット・ベイビー キオクのさんみゃく）は、日本の音楽ユニット・B'zの楽曲。2012年4月4日にVERMILLION RECORDSより50作目のシングルとして発売された。

## 概要
前作『Don't Wanna Lie』から約10か月ぶりにリリースされ、2012年に発売された唯一のシングル。
初回限定盤と通常盤の2種リリースで、初回限定盤にはタイトル曲のPVと、2011年9月28日にSHIBUYA-AXで開催されたプレミアムライブ（そのうちの演奏曲3曲）の模様を収録したDVDが付属されている。また、初回限定盤と通常盤ともにスペシャル特典で、ペプシネックス 新TVCM「Tshirts Live」篇に登場したB'z×PEPSI NEX "Special T-shirt"が抽選で2000名に当選する応募抽選カードが封入されている (2012年4月30日24時締切)。
オリコンチャートでは前作に引き続き初登場1位を獲得し、首位獲得週数がピンク・レディーと並んで1位タイとなる63週となった。
発売日前後のメンバーのTV出演によるプロモーション活動は行われておらず、テレビでの披露も行われていない。

## 収録曲
| 全作詞: 稲葉浩志、全作曲: 松本孝弘、全編曲: 松本孝弘・稲葉浩志・寺地秀行。 |                                    |          |            |      |
| #                                                                          | タイトル                           | 作詞     | 作曲・編曲 | 時間 |
| 1.                                                                         | 「GO FOR IT, BABY -キオクの山脈-」 | 稲葉浩志 | 松本孝弘   | 4:40 |
| 2.                                                                         | 「仄かなる火」                     | 稲葉浩志 | 松本孝弘   | 4:13 |
| 3.                                                                         | 「流星マスク」                     | 稲葉浩志 | 松本孝弘   | 3:16 |
| 合計時間:                                                                  | 合計時間:                          | 12:09    |            |      |

| #  | タイトル                                                                     | 作詞 | 作曲・編曲 |
| -- | ---------------------------------------------------------------------------- | ---- | ---------- |
| 1. | 「GO FOR IT, BABY -キオクの山脈-」(MUSIC VIDEO)                              |      |            |
| 2. | 「さよなら傷だらけの日々よ」(PEPSI NEX presents B'z 1DAY LIVE at SHIBUYA-AX) |      |            |
| 3. | 「イチブトゼンブ」(PEPSI NEX presents B'z 1DAY LIVE at SHIBUYA-AX)           |      |            |
| 4. | 「Liar! Liar!」(PEPSI NEX presents B'z 1DAY LIVE at SHIBUYA-AX)              |      |            |

## 楽曲解説

### CD
1. GO FOR IT, BABY -キオクの山脈-
  - メンバー出演CM『ペプシネックス Tshirts Live篇』のために書き下ろされた楽曲[3][4][5][6]。
  - 楽曲について松本は「2012年もペプシコーラのCMに出演するという話を聞いて、『（次やるなら）こういうビートで行こう』とすぐにアイデアとして浮かんだ」と語っている[3]。
  - 曲の中盤のアコースティックのパートでは松本がボーカルを担当している[7]。松本が歌詞のあるボーカルパートをメインで歌うのは、10thアルバム『Brotherhood』収録の「夢のような日々」以来で、シングルとしては初となる[注 2]。
  - 翌年リリースされたベスト・アルバム『B'z The Best XXV 1999-2012』に収録されたが、19thアルバム『EPIC DAY』には未収録となった。2008年発売の「BURN -フメツノフェイス-」以来となるオリジナル・アルバム未収録のシングル曲である。
2. 仄かなる火
  - エレクトリック・ギターのロングトーンを多用したバラード[4][6][注 3]。
  - 稲葉はファルセットを使用しながら、あえて抑え気味に歌っている[4][6]。
3. 流星マスク
  - 歌詞は「マスクの男」の変化を軸に描かれており[6]、二人称が全く登場しない曲の一つ[4]。

### DVD（初回限定盤のみ）
1. 「GO FOR IT, BABY -キオクの山脈-」 MUSIC VIDEO
2. PEPSI NEX presents B'z 1DAY LIVE at SHIBUYA-AX
  - さよなら傷だらけの日々よ
  - イチブトゼンブ
  - Liar! Liar!

## タイアップ
- ペプシコーラ「ペプシネックス」Tshirts Live篇 CMソング（#1）

## 参加ミュージシャン
- 松本孝弘：ギター、全曲作曲・編曲
- 稲葉浩志：ボーカル、全曲作詞・編曲
- 寺地秀行：全曲編曲
- シェーン・ガラース：ドラム
- バリー・スパークス：ベース

## 特典DVD参加ミュージシャン
- 稲葉浩志：ボーカル
- 松本孝弘：ギター
- 増田隆宣：キーボード
- 大賀好修：ギター
- シェーン・ガラース：ドラム
- バリー・スパークス：ベース

## 収録アルバム
GO FOR IT, BABY -キオクの山脈-
- B'z The Best XXV 1999-2012

## ライブ映像作品
GO FOR IT, BABY -キオクの山脈-
- EPIC DAY（特典DVD）
- B'z COMPLETE SINGLE BOX（特典DVD）
- B'z SHOWCASE 2020 -5 ERAS 8820- Day1〜5